# Pritchardia hillebrandii
Pritchardia hillebrandii là loài thực vật có hoa thuộc họ Arecaceae. Loài này được Becc. miêu tả khoa học đầu tiên năm 1890.

## Hình ảnh

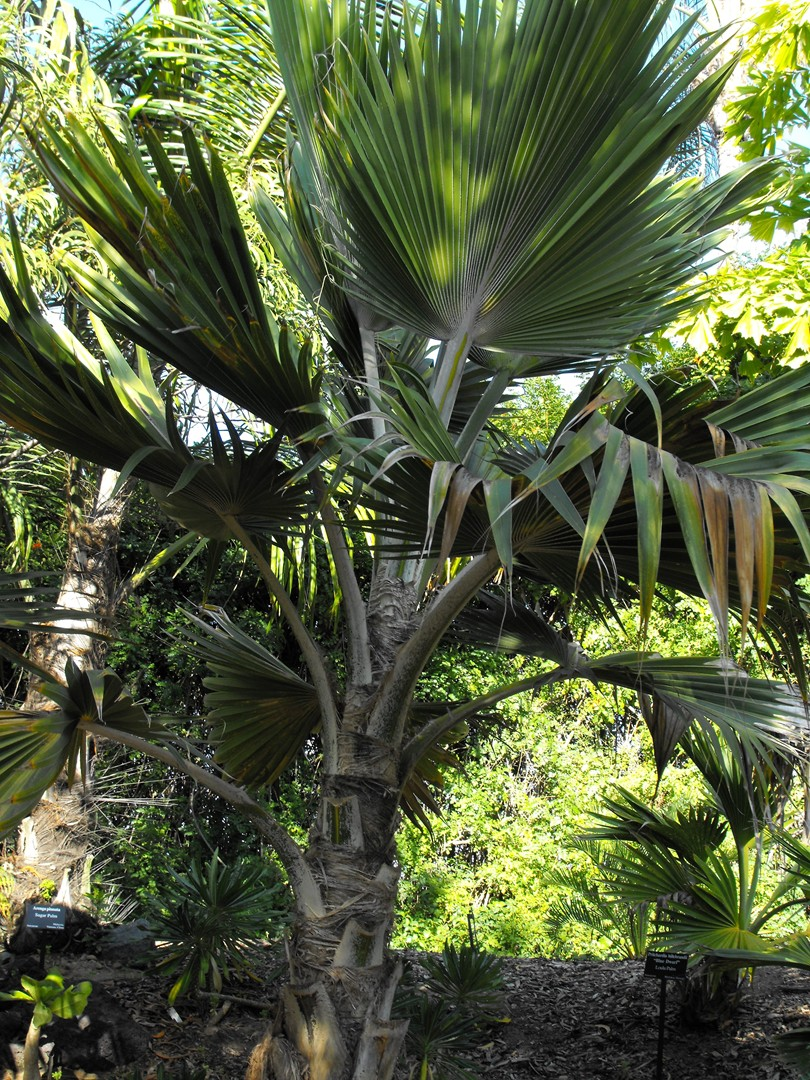
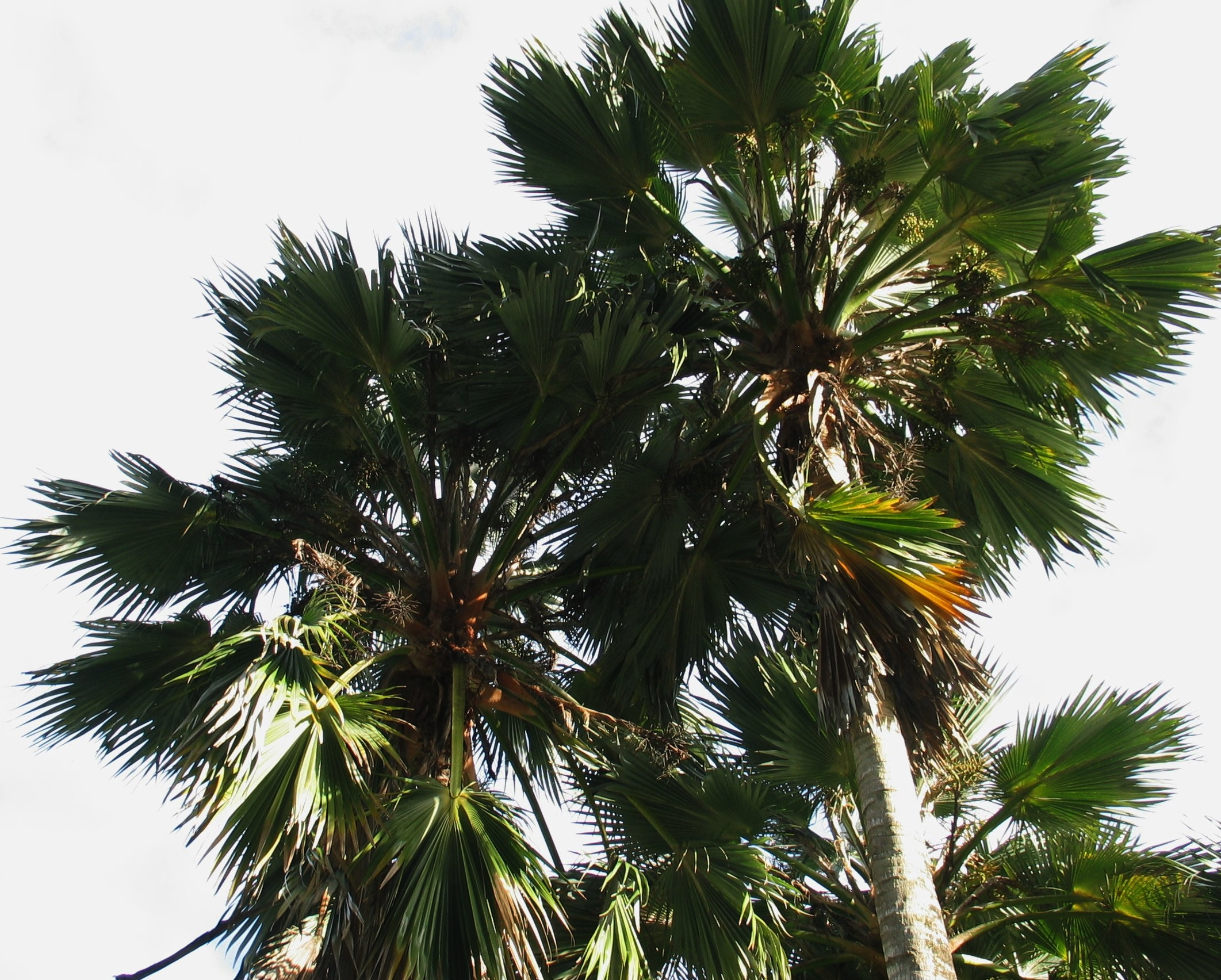
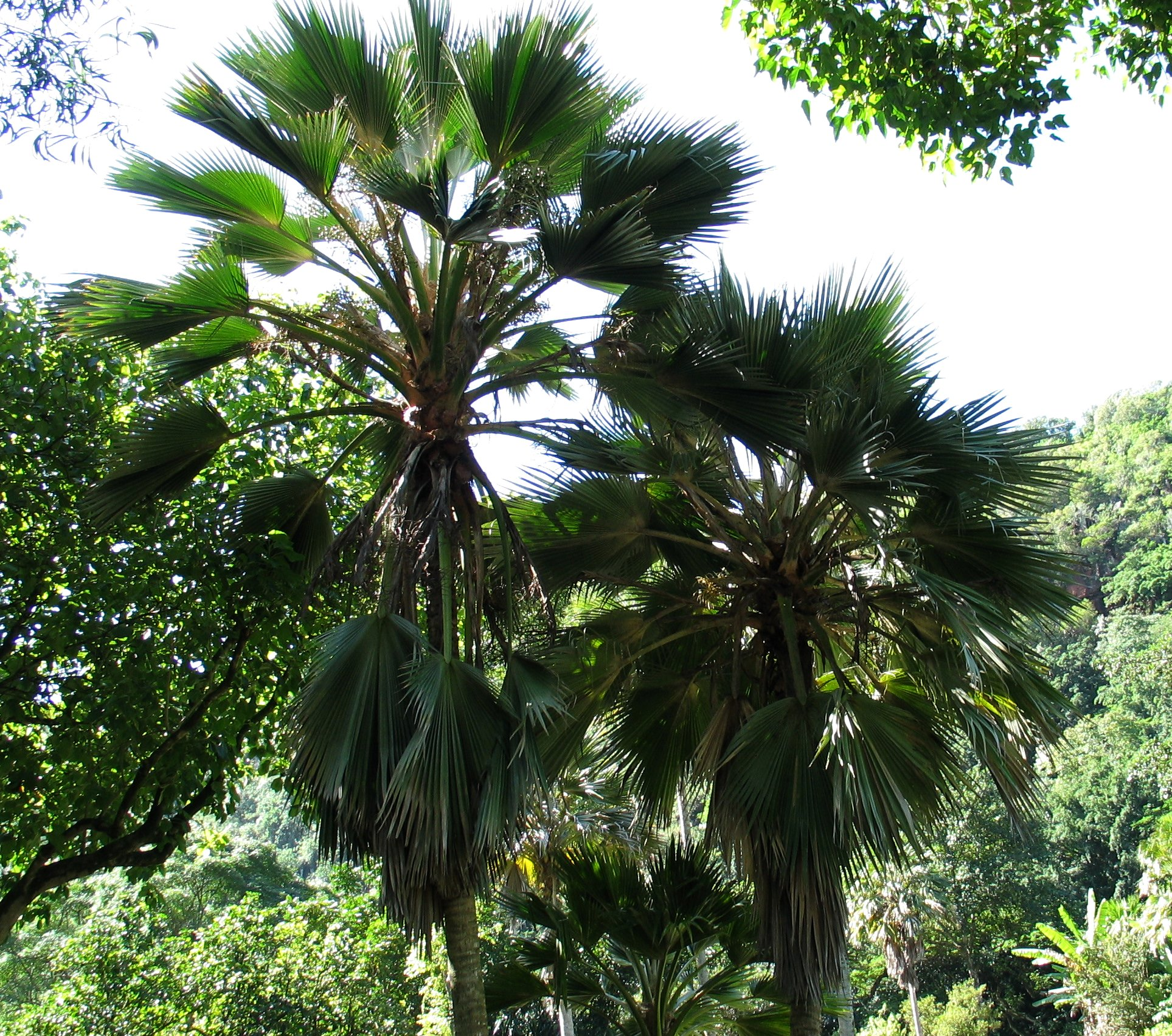
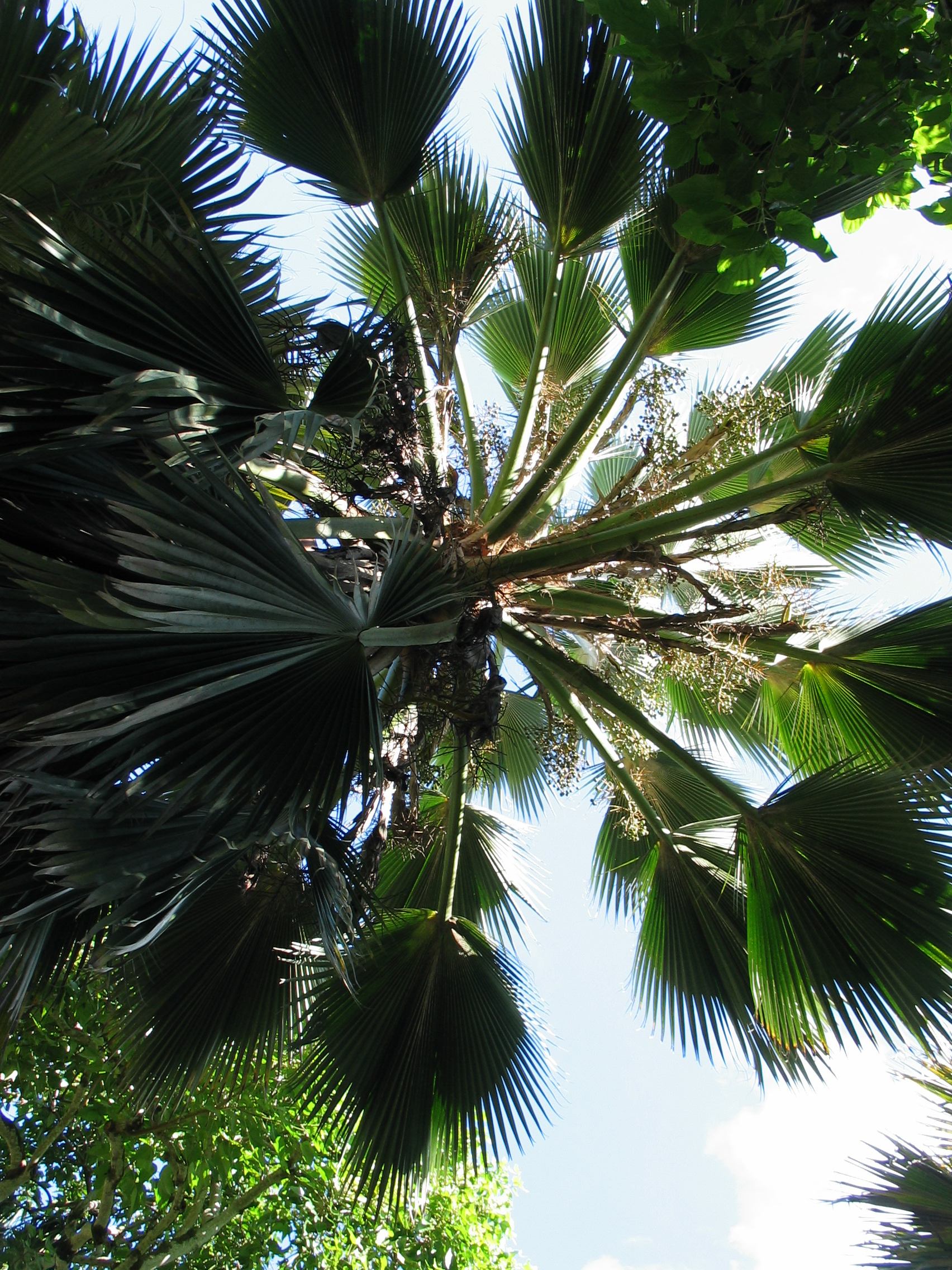